# Prison Kresty

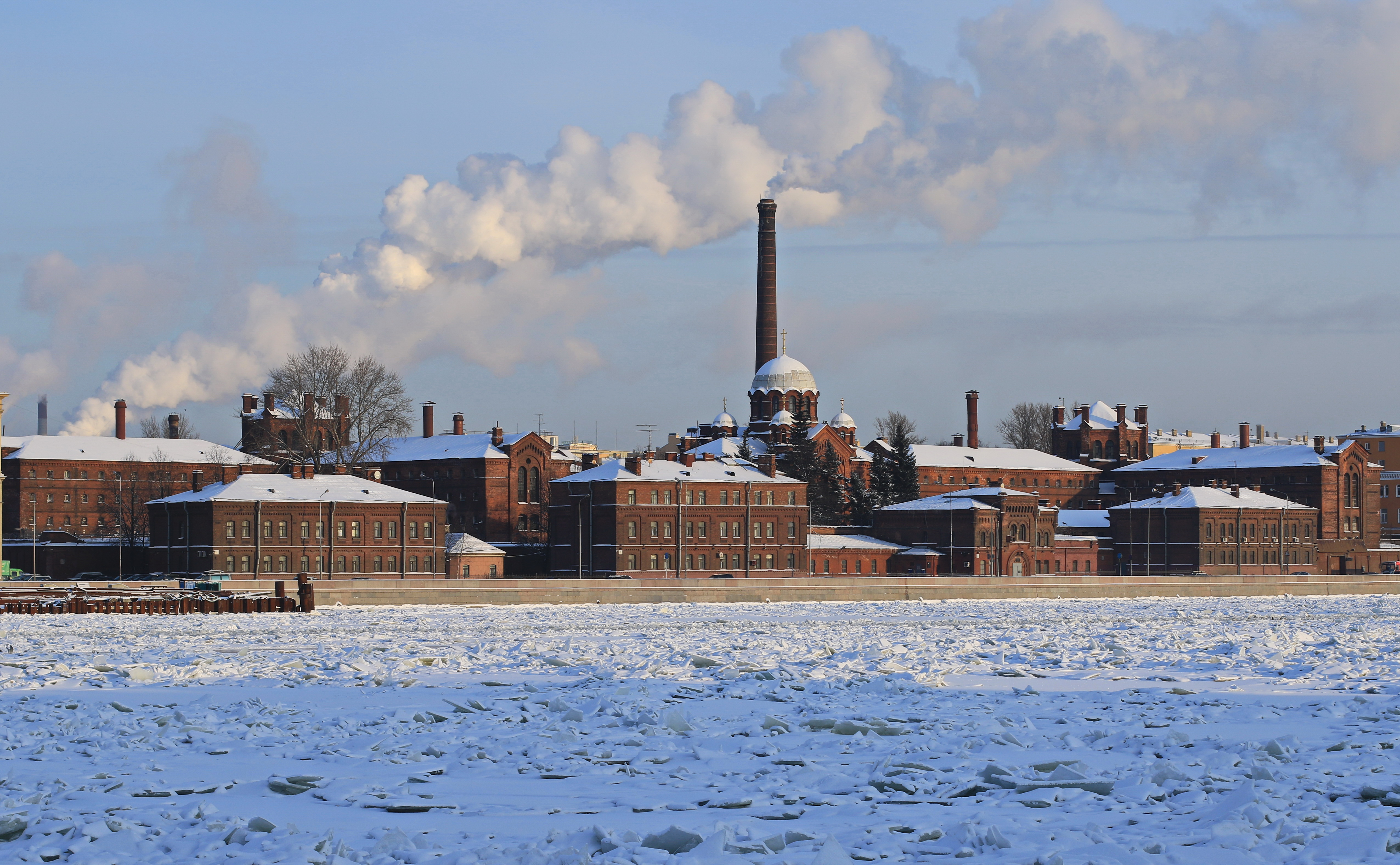
Prison de Kresty, toujours depuis la Neva. Janvier 2018.

L'ancienne prison Kresty (russe : Кресты, littéralement Croix), officiellement Centre d’isolement judiciaire no 1 du Service Fédéral pour l’Exécution des Peines de la Ville de Saint-Pétersbourg (Следственный изолятор № 1 УФСИН по г. Санкт-Петербургу) était un centre de détention de Saint-Pétersbourg, en Russie. L'édifice comprend deux corps de logis en plan en croix (d'où son nom) ainsi qu'une chapelle, la cathédrale Alexandre-Nevski. La prison, qui comportait 960 cellules, était prévue à l'origine pour 1 150 détenus.

## La halle aux vins
L’histoire de la prison commence dans les années 1730 : sous le règne de la tsarine Anne, Vinny Gorodok (la halle aux vins) était un vaste entrepôt destiné à stocker tout le vin de la ville de Saint-Pétersbourg. Au terme de l’Abolition du servage de 1861, la demande en prisons se fit pressante, car jusque-là, les serfs étaient incarcérés par leurs seigneurs. C'est ainsi qu'en 1867 on transforma la halle aux vins en un établissement pénitentiaire de 700 lits, avec un pavillon séparé pour les femmes. Le président du Comité carcéral de Saint-Pétersbourg, Vladislav Lvov, se chargea de la reconversion des locaux.

## Construction de la nouvelle prison

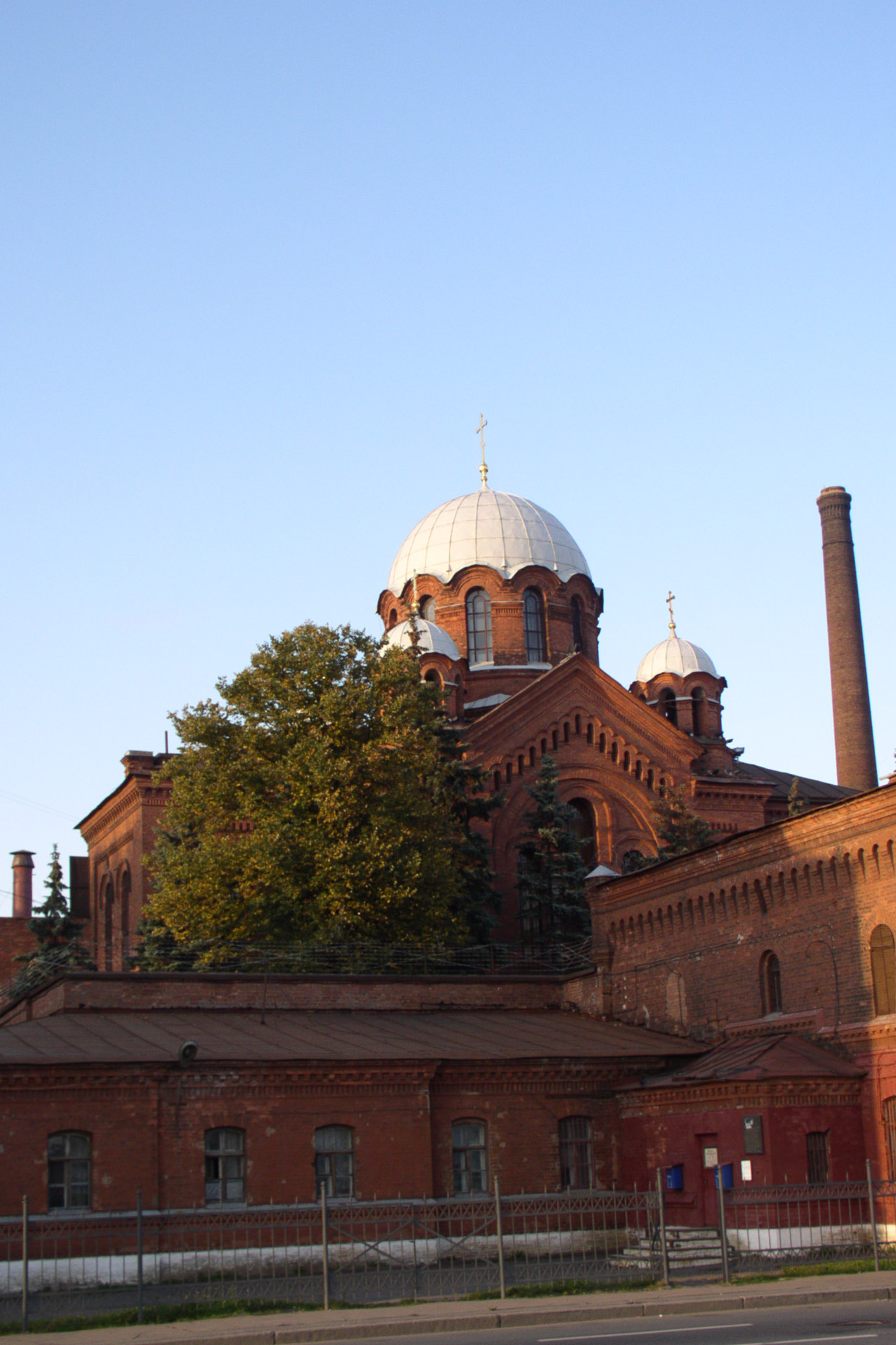
La chapelle Alexandre Nevsky de la prison Kresty

En l'espace de moins de vingt ans, la prison s'avéra trop petite pour la ville. Aussi un architecte d'Autriche-Hongrie, Anton Tomichko, membre de l’Académie russe des beaux-arts, travailla-t-il au projet d'une prison-type : la Prison Modèle d’Ouïezd. Les plans, d'abord mis en pratique à Staraïa Roussa, furent déclinés ensuite à Vessiegonsk, Viazma, Tsaritsyne etc. Tomichko, qui avait étudié l'architecture carcérale allemande, restait impressionné par la prison de Moabit, dont les trois ailes irradient d'une tour centrale selon le principe panoptique, tout comme le système du plan en étoile appliqué à Philadelphie. 
Tomichko conçut ainsi une prison comprenant deux immeubles de cinq étages à plan en croix. Ce schéma permettait de surveiller à chaque étage tous les couloirs depuis un axe central ; mais il revêtait également une signification religieuse, en incitant les détenus à la pénitence. Les deux immeubles étaient reliés à une chapelle massive en briques de style néo-classique, dotée de cinq clochers à bulbe, surmontant un étage réservé à l'administration. La prison possédait également son propre hôpital, avec une cellule de quarantaine pour les maladies infectieuses, une morgue, une chambre froide et une serrurerie.
Le chantier, lancé en 1884, se poursuivit jusqu'en 1890. On y affecta les condamnés détenus à Kresty : ils démolirent une partie de l'ancienne prison, puis construisirent les nouveaux bâtiments en dormant dans ce qui restait des anciens, etc. Cette prison fut l'un des premiers sites équipés de l'éclairage électrique, du chauffage central et d'une ventilation efficace. Au centre de l'un des deux immeubles, Tomichko fit dresser une statue du philanthrope et réformateur anglais John Howard. Au moment de sa construction, Kresty passait pour un centre de détention ultra-moderne ; elle demeure à ce jour la plus grande prison d’Europe.

## La nouvelle prison impériale
Pour la Russie impériale, c'était la « prison de Saint-Pétersbourg pour l'Isolement » : on y enfermait aussi bien les criminels de droit commun que les opposants politiques. C'est ainsi que parmi les détenus, il y eut : le futur Premier Ministre du Gouvernement provisoire russe Alexander Kerensky, le fondateur du Parti constitutionnel démocratique Pavel Milioukov, les illustres bolcheviks Léon Trotsky et Vladimir Antonov-Ovseïenko, et le futur premier Commissaire du Peuple à l'Instruction publique Anatoli Lounatcharski.
En 1906, les 200 députés de la première Douma d'État de l'Empire russe qui avaient signé le Manifeste de Vyborg furent incarcérés pendant trois mois dans la Prison Kresty.
Au cours de la Révolution de Février, le soir du 27 février 1917 (12 mars dans le calendrier grégorien), des soldats rebelles et des ouvriers réunis en comité à la Gare de Finlande entreprirent, à l'instigation de Mikhaïl Kalinine, de faire sauter le Kresty. Ils libérèrent les détenus et incendièrent ce qu'ils purent. Les Bolcheviks voulaient effacer toute trace de casier judiciaire pour les prisonniers politiques et imiter délibérément la Prise de la Bastille. Les Bolcheviks, en effet, s'inspiraient volontiers des révolutionnaires français et de leur régime de Terreur ; c'est dans cet esprit qu'eux aussi qualifièrent de Russes Blancs les anti-Bolcheviks, tout comme le symbole de la monarchie des Bourbons, renversée par la Révolution Française, était le blanc. 
Naturellement, cet assaut contre la prison avait aussi remis en liberté plusieurs authentiques assassins et autres criminels endurcis.

## Des bolcheviks au stalinisme
Après la Révolution de février, Kresty avait servi à interner les ex-ministres et les autorités policières du gouvernement tsariste ; après la Révolution d’Octobre, ils furent rejoints par les membres du Gouvernement provisoire de Russie, les partisans non-bolcheviks et des membres de  l’intelligentsia : le Premier Ministre Boris Stürmer, qui mourut à Kresty en septembre 1917, le Ministre de la Justice Ivan Tcheglovitov, le ministre de l'Intérieur Alexis Khvostov, le Ministre de la Guerre Mikhaïl Beliaïev  et son prédécesseur  Vladimir Soukhomlinov, le Chef de la Police Eugène Klimovitch, le célèbre poète Nikolaï Goumilev et bien d'autres.
En 1920, on rebaptisa la prison en « Second camp spécial de travaux forcés », et elle fut confiée au comité exécutif provisoire (Ispolkom) de Petrograd. En 1923 elle prit le nom de « Centre d'isolement du District de Petrograd » (Петроградская Окружная Изоляционная Тюрьма), composante du système de la Tchéka de Petrograd.
Au cours des Grandes Purges, la prison regorgeait de détenus inculpés de crimes d’État. Les cellules, d'abord conçues pour l'isolement des prisonniers, enfermaient désormais parfois plus de vingt prisonniers. Parmi les internés de cette période, il y a lieu de citer entre autres le célèbre peintre Kasimir Malevitch, le poète Nikolaï Zabolotski, l’historien Lev Goumilev, l’acteur Georges Djionov, le futur maréchal Konstantin Rokossovsky et bien d'autres. Cette prison constitue le sujet d'un poème d’Anna Akhmatova, Requiem.
La prison a abrité un charachka, le centre de recherches OKB-172, où des prisonniers étaient employés comme chercheurs et ingénieurs de l'armement. C'est là que furent conçus les torpilleurs fréquemment utilisés par la Marine soviétique au cours de la Seconde Guerre mondiale.
Au cours du Siège de Leningrad, la plupart des détenus étaient soit affectés à des Unités disciplinaires de l'Armée rouge, soit transférés dans les goulags d'Extrême-Orient. On n'enfermait plus, dans la prison Kresty, que les fraudeurs aux coupons de rationnement ou les trafiquants du marché noir, puis enfin les prisonniers de guerre allemands. Gardes et détenus souffraient également de la disette.

## La guerre froide
À partir de 1964, la prison servit essentiellement pour la détention préventive des criminels en attente de leur jugement. Elle était surpeuplée : au milieu des années 1990, elle concentrait 12 500 détenus, soit plus de dix fois sa capacité théorique (1 150 places). Les cellules, prévues à l'origine pour l'isolement des condamnés et qui, selon les autorités soviétiques, ne devaient pas enfermer plus de 6 prisonniers, enfermaient parfois plus de 20 prisonniers, obligés de dormir à tour de rôle sur l'empilement de trois couchettes ou à même le sol. Ces conditions de détention, maintenues des mois et même des années, ont été sciemment exploitées par les enquêteurs pour faire « craquer » les suspects. Depuis 1983, on n'y enferme plus de femmes ni de mineurs.

## Le musée et le transfert
Les réformes judiciaires des années 1990 ont conditionné la préventive de longue durée par une décision de justice préalable, de sorte que le nombre maximum de co-détenus est descendu à six par cellule. En 1993, les autorités judiciaires ont autorisé l'ouverture du musée de la prison : il se consacre à l'histoire de l'architecture carcérale, aux détenus illustres de l'endroit ainsi qu'aux objets les plus inattendus saisis sur les prisonniers.
Le 28 avril 1995, le monument Aux victimes des répressions politiques de Mikhaïl Chemiakine a été dressé sur les berges de la Neva face à la prison. Il représente deux sphinx en bronze avec de beaux visages féminins tournés vers les maisons résidentielles de la rive, et des crânes tournés vers la prison. Il y a entre ces deux sphinx un bas-relief représentant de façon stylisée les barreaux d'une prison. Sur la cimaise en granite, on peut lire des citations de Nikolaï Goumilev, d’Ossip Mandelstam, d’Anna Akhmatova, de Nikolaï Zabolotsky, de Daniel Andreïev, de Dmitri Likhatchov, de Joseph Brodsky, de Iouri Galanskov, d’Alexandre Soljenitsyne, de Vladimir Vysotsky et de Vladimir Boukovski.
Le 19 décembre 2006, Galina Dodonova, répondant au vœu que la poétesse Anna Akhmatova avait émis dans son poème Requiem, lui a érigé un monument de l'autre côté de la Neva, face à la prison.
Le 25 décembre 2006, une réplique de ce monument a été posée dans un couloir de la prison.
Durant l'été 2006, Vladimir Poutine a annoncé que la prison allait être transférée dans le District de Kolpino, dans la banlieue de Saint-Pétersbourg ; lorsque le transfert des détenus sera effectif, la prison sera vendue aux enchères et deviendra sans doute un complexe hôtelier et de loisirs. Les possibilités seront toutefois limitées car la prison est classée monument historique et les modifications architecturales fortement contraintes.
La prison Kresty II, qui doit être inaugurée en 2016 à Kolpino, une banlieue située à 35 km de Saint-Pétersbourg, a coûté 378 000 000 dollars.  
Il a été annoncé début 2025 que l'édifice avait été acquis par le promoteur immobilier russe KVS qui va le transformer en hôtel avec des restaurants et galeries d'art.